# NGC 4544
NGC 4544 је спирална галаксија у сазвежђу Девица која се налази на NGC листи објеката дубоког неба.
Деклинација објекта је + 3° 2' 8" а ректасцензија 12h 35m 36,5s. Привидна величина (магнитуда) објекта NGC 4544 износи 13,1 а фотографска магнитуда 14,0. NGC 4544 је још познат и под ознакама UGC 7756, MCG 1-32-110, CGCG 42-168, VCC 1624, PGC 41958.